# Francisco Vaz Pereira Pinto Guedes
Francisco Vaz Pereira Pinto Guedes Bacelar (Vilar de Ossos, Vinhais, 18 de fevereiro de 1814 — Lisboa, 26 de fevereiro de 1835), 3.º visconde de Montalegre, foi um oficial de Cavalaria do Exército Português que se destacou durante a Guerra Civil Portuguesa (1828-1834) no campo miguelista. Foi um dos negociadores, em representação de D. Miguel, da Convenção de Évora Monte.

## Biografia
Nasceu no Solar de Vilar de Ossos, filho do 2.º visconde de Montalegre, Luís Vaz Pereira Pinto Guedes, e de sua mulher, Inês Maria Cândida Pinto Bacelar. Sucedeu na casa, quando faleceu sua mãe, a 19 de agosto de 1819, foi o 7.º senhor do morgado de Nossa Senhora da Assunção de Vilar de Ossos e sucedeu aos viscondes de Mirandela no morgado dos Machucase e padroado do capítulo de São Francisco de Bragança a 14 de outubro de 1819, a segunda viscondessa de Mirandela.
Seguindo como seu pai e seu avô a carreira das armas, assentou praça no Regimento de Cavalaria n.º 6 em 4 de outubro de 1831 e foi autorizado a frequentar a Academia Real da Marinha. Foi despachado alferes de Cavalaria em setembro de 1825 e graduado no posto de tenente em 22 de novembro de 1832. Em 8 de março de 1834 já era major.
Tomou parte na guerra civil de 1828 a 1834, militando nas fileiras do exército miguelista, subiu rapidamente os postos até ao de major, sendo-lhe dada a patente de capitão em prémio da bravura e valentia com que se bateu nos ataques das linhas de Lisboa. Com a Convenção de Évora Monte terminou a sua carreira militar, e pouco tempo depois faleceu, solteiro.
Foi comendador da Ordem de Cristo.